# Agat mszysty

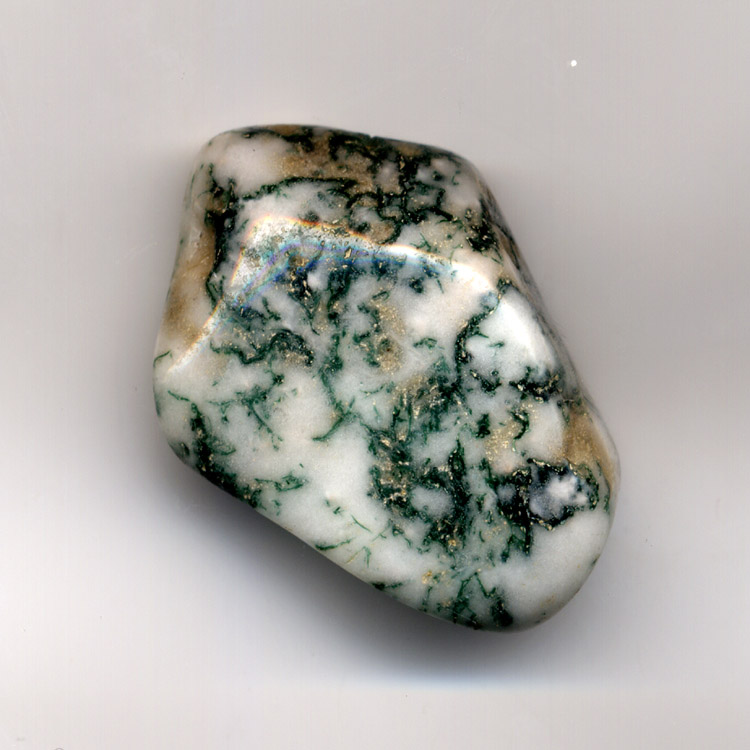
Agat mszysty

Agat mszysty – odmiana agatu i chalcedonu; ma zazwyczaj jasną, jednorodną barwę najczęściej przezroczystą. Bogato rozgałęzione wtrącenia zielonej hornblendy lub chlorytu we wnętrzu podobne są do mchu (stąd pochodzi nazwa), czasami przypominają zwoje mózgu. Wtrącenia tlenku żelaza nadają jej czasem odcień czerwonobrązowy.

## Właściwości
- Wzór chemiczny: SiO2 – krzemionka
- Układ krystalograficzny: trygonalny, mikrokrystaliczne
- Twardość: 6,5 -7
- Gęstość: 2,58 -2,64
- Rysa: biała
- Barwa: bezbarwna z zielonymi, brązowymi lub czerwonymi wrostkami.
- Przełam: nierówny
- Łupliwość: brak

Ponieważ nie jest strefowany, określenie agat jest z naukowego punktu widzenia błędne.

## Występowanie
Występuje jako wypełnienie szczelin lub w złożach wtórnych jako otoczak.
Duże ilości agatu mszystego występują głównie w Indiach – najpiękniejsze, zielone (Wyż. Dekan).Także Chiny, Rosja (Ural, Zabajkale), USA (Kolorado, Michigan Oregon, Utah), Algieria – Góry Atlas, Jemen – okolice Mokka nad Morzem Czerwonym.

## Zastosowanie
Zazwyczaj odmianę tę szlifuje się w cienkie płytki, kaboszony lub koraliki przeznaczone do naszyjników. Wyrabia się z nich również wisiory i broszki. Możliwość pomylenia z innymi naturalnymi kamieniami szlachetnymi i ozdobnymi nie istnieje ze względu na charakterystyczny wygląd.